# Maria Mies
Maria Mies (* 6. Februar 1931 in Steffeln; † 15. Mai 2023) war eine deutsche Soziologin. Sie publizierte feministische, ökofeministische und entwicklungspolitische Bücher. Mies war Professorin  an der Fachhochschule Köln und  Globalisierungskritikerin.

## Leben
Maria Mies war das siebte Kind von zwölf Geschwistern und wuchs in der Vulkaneifel auf. In den 1960er-Jahren arbeitete sie fünf Jahre lang am Goethe-Institut in Indien. Seit den späten 1960er-Jahren war sie in der Frauenbewegung und der Frauenforschung aktiv. 1979 begründete sie am Institute of Social Studies in Den Haag (Niederlande) den Schwerpunkt Women and Development. Ihre Forschungsschwerpunkte: Methoden der Frauenforschung, Landfrauen in der Ersten und Dritten Welt, Kapitalismus und Subsistenz, Kritik der Gentechnik, Alternativen zur globalisierten Wirtschaft. Annegret Stopczyk schrieb in ihrem Buch Sophias Leib über sie: „Maria Mies, eine Professorin, die in den siebziger Jahren radikale Wissenschaftskritik übte und den ‚Subjektiven Faktor‘ der Forschenden einforderte (1984), ist von wissenschaftsimmanenten Karrierefrauen heftig attackiert und isoliert worden.“
Gemeinsam mit Studierenden der Fachhochschule Köln initiierte und gründete Mies 1976 in Köln das erste autonome Frauenhaus der Bundesrepublik.
1993 wurde Mies emeritiert, war aber weiterhin aktiv bei feministAttac, einem Frauennetz von Attac, In einem Interview bezeichnete sie sich als Kritikerin der „neoliberalen Wirtschaftsphilosophie“. Sie verstand sich nicht als Globalisierungskritikerin, sondern als Globalisierungsgegnerin, wobei sie den Ansatz Lokalisieren statt Globalisieren vertrat.
Mies war in Deutschland Mitbegründerin des Komitees Widerstand gegen das MAI, das die bundesdeutsche Öffentlichkeit erstmals über das OECD-Abkommen Multilateral Agreement on Investment (MAI) informiert hat. Mies’ Kritik richtete sich gegen die ihrer Meinung nach unzureichende demokratische Kontrolle internationaler Finanz- und Handelsinstitutionen wie WTO, IWF und Weltbank, aber auch der EU, die zu weltweiter Verarmung führe. Generell trug sie frühzeitig zur internationalen Vernetzung der globalisierungskritischen Bewegung bei.
Sie war im Jahr 2008 Mitinitiatorin des „Kölner Aufrufs gegen Computergewalt“, in dem zum Verbot von Killerspielen aufgerufen wurde.
Maria Mies war verheiratet mit Saral Sarkar und lebte mit ihm in Köln. Ihren Vorlass übergab sie dem Kölner Frauengeschichtsverein, der diesen kontinuierlich erschließt. Sie starb am 15. Mai 2023 und wurde am 25. Mai 2023 auf dem Kölner Südfriedhof beigesetzt.

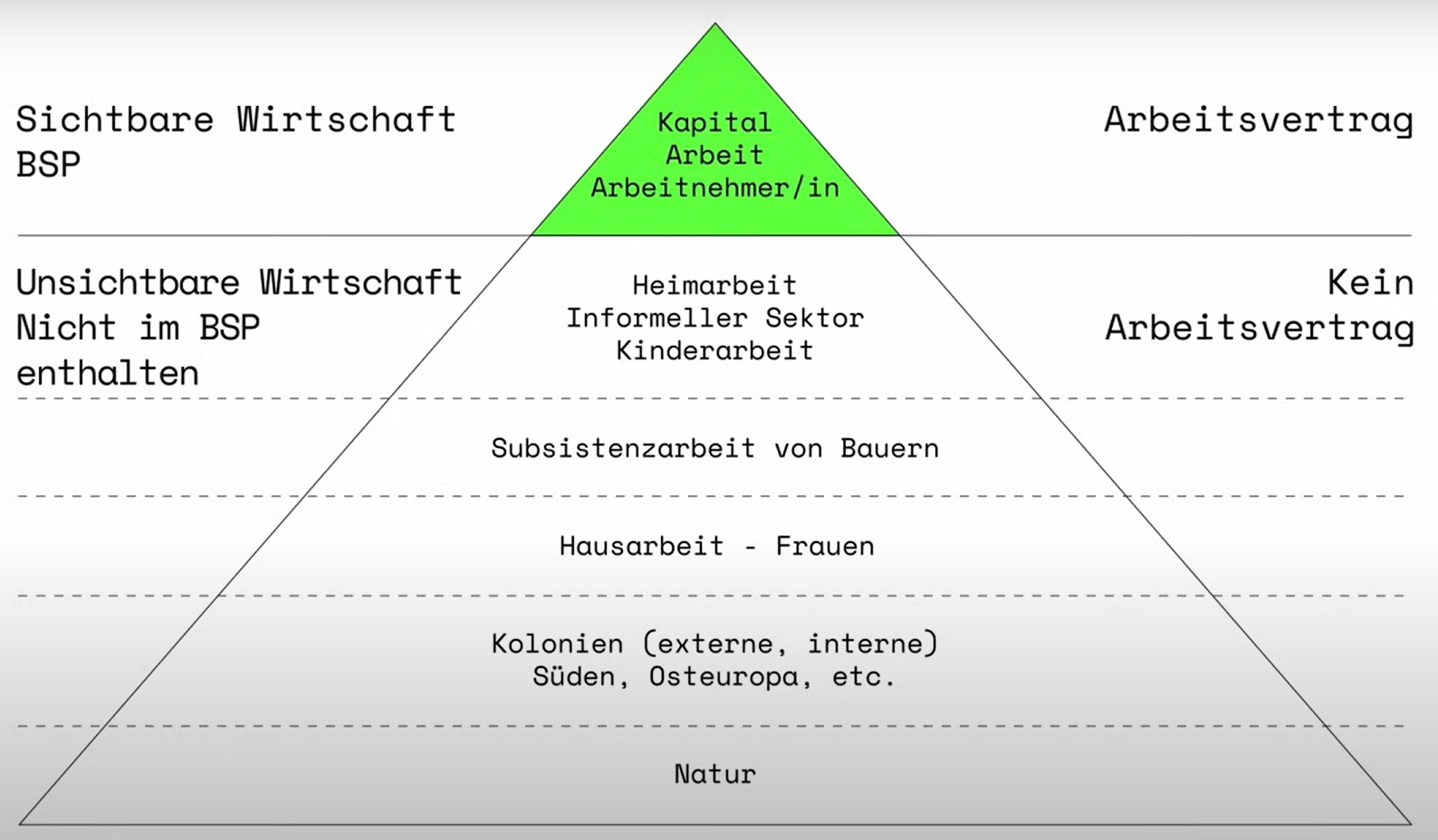
Illustration des „Eisbergmodells“ aus dem Buch Die Subsistenzperspektive von Mies und Bennholdt-Thomsen (1999), das aufzeigt, was unter der Oberfläche der sichtbaren Ökonomie liegt.

## Rezeption und Kritik
Als Forscherin formulierte Maria Mies sieben „methodische Postulate“, bei denen es um einen neuen Ansatz in der Frauenforschung ging. Sie vertrat den Standpunkt, dass Frauenforscherinnen unter anderem die Unterdrückungslage mit den „Beforschten“ gemeinsam hätten, was bei der Auswahl von Theorien und Methoden berücksichtigt werden müsse. Diese wurden etwa von Ursula Müller kritisiert: „Die Vorstellung, es gäbe eine spezielle Methode der Frauenforschung, suggeriert etwas, was es meines Erachtens nicht gibt. Sie unterstellt, dass Frauen eine ganz besondere Spezies von Forschungsgegenstand seien, die nur mit ganz bestimmten Methoden erforscht werden könne“. Christina Thürmer-Rohr wies auf die Schwierigkeiten bei der Umsetzung der Postulate hin: Frauen seien zwar gemeinsam von gesellschaftlicher Benachteiligung betroffen, für Forschende sei es aber ebenso wichtig, unterschiedliche sozialen Lagen, biographische Erfahrungen und Weiblichkeitsvorstellungen sowie die ungleiche Machtverteilung zwischen Frauen zu berücksichtigen.
Maria Mies und Claudia von Werlhof, die gemeinsam den Begriff der Hausfrauisierung entwickelt hatten, kritisierten wiederholt Karl Marx, weil dieser die Hausarbeit als unproduktiv eingestuft habe. Dagegen führte Frigga Haug eine Stelle bei Marx an (MEW 23, 532), die das widerlege, und sie schreibt: „Eigentümlicherweise distanzieren sie sich zumeist gerade dort von ihm besonders scharf, wo sie durchaus mit ihm einig sein könnten.“
Ihr Buch Patriarchat und Kapital zog aus der Gebärfähigkeit der Frau den Schluss, dass der weibliche Beitrag zur menschlichen Kultur wertvoller sei als der Beitrag der Männer, und zwar von Anfang an, denn „unter heute noch existierenden Jägern und Sammlern schaffen die Frauen bis zu 80 Prozent der täglichen Nahrung herbei“. Diese pauschale Behauptung wird durch nur ein Zitat begründet. Abgesehen davon, dass die Aussage unverständlich ist (wie wird Nahrung gemessen?), wird sie durch die ethnologische Fachliteratur nicht bestätigt. In 54 von 93 untersuchten Ethnien leisten Männer und Frauen etwa gleich viel Arbeit für die Subsistenz.

## Veröffentlichungen
- Indische Frauen zwischen Patriarchat und Chancengleichheit. Rollenkonflikte studierender und berufstätiger Frauen. 1. Auflage. Verlag Anton Hain, 1973, ISBN 3-445-01042-0 (Dissertation an der philosophischen Fakultät der Universität Köln, 1971 unter dem Titel „Rollenkonflikte gebildeter indischer Frauen“).
- Lace Makers of Narsapur. Indian Housewives Produce for the World Market. Zed Books, London 1982, ISBN 0-86232-032-1.
- Patriarchy and Accumulation on a World Scale. Women in the International Division of Labour. Neuauflage. Zed Books, London 1999, ISBN 1-85649-735-6. (Erstauflage: Zed Books, London 1986, ISBN 0-86232-341-X)
- Tschernobyl hat unser Leben verändert. Vom Ausstieg der Frauen. Marina Gambaroff, Maria Mies, Annegret Stopczyk. Rowohlt, Reinbek bei Hamburg 1986, ISBN 3-499-15922-8. (rororo aktuell)
- Frauen, die letzte Kolonie. Zur Hausfrauisierung der Arbeit. Rowohlt, Reinbek bei Hamburg 1988, ISBN 3-499-12239-1 (Mit V. Bennholdt-Thomsen und C. von Werlhof.)
- Wider die Industrialisierung des Lebens. Eine feministische Kritik der Gen- und Reproduktionstechnik. Centaurus, Pfaffenweiler 1992, ISBN 3-89085-475-3.
- Maria Mies; Vandana Shiva: Ökofeminismus. Die Befreiung der Frauen, der Natur und unterdrückter Völker. Komplett überarbeitete und aktualisierte Neuauflage. AG-SPAK-Bücher, Neu-Ulm 2016 (Erstaufl. Ökofeminismus. Rotpunkt, Zürich 1995, ISBN 3-85869-122-4).
- Eine Kuh für Hillary. Die Subsistenzperspektive. Verlag Frauenoffensive, München 1997, ISBN 3-88104-294-6, (mit V. Bennholdt-Thomsen)
- Lizenz zum Plündern. Das Multilaterale Abkommen über Investitionen MAI. Globalisierung der Konzernherrschaft – und was wir dagegen tun können. (Hrsg. mit Claudia von Werlhof; mit weiteren Beiträgen von Carla Boulboullé, Tony Clarke, Martin Khor u. a.) zuerst 1999, EVA 2003, ISBN 3-434-46194-9.
- Globalisierung von unten. Der Kampf gegen die Herrschaft der Konzerne. Neuauflage. Rotbuch, Hamburg 2001, ISBN 3-434-53084-3, (Erstauflage: 2001)
- Krieg ohne Grenzen. Die neue Kolonisierung der Welt. 1. Auflage. PapyRossa, Köln 2004, ISBN 3-89438-286-4 (Aufsatzsammlung; mit einem Beitrag von Claudia von Werlhof; Besprechung)
- Die Subsistenzperspektive. Vortrag, Köln 2005.
- Das Dorf und die Welt. Lebensgeschichten – Zeitgeschichten. PapyRossa, Köln 2008, ISBN 978-3-89438-387-9.
- Samenkörner sozialer Bewegungen. Frauenbewegungen und andere Bewegungen in Bangladesh und weltweit von Farida Akhter, Herausgegeben und mit einem Vorwort von Maria Mies, Centaurus Verlag, Freiburg 2011, ISBN 978-3-86226-032-4.
- Patriarchat und Kapital. bge-verlag, München 2015, ISBN 978-3-945432-01-3 (Neuauflage mit aktuellem Vorwort.)